# Association internationale de géomagnétisme et d'aéronomie
L’ Association internationale de géomagnétisme et aéronomie (AIGA) est une association scientifique internationale qui étudie le magnétisme terrestre et planétaire et la physique de l’espace.
L'AIGA est l'une des huit associations de l'Union internationale de géodésie et de géophysique. Il s'agit d'un organisme non gouvernemental financé par les cotisations versées à l'UGGI par ses pays membres. L'AIGA a été chargée de développer et de maintenir le champ de référence géomagnétique international, une référence pour le champ magnétique terrestre adopté en 1968 et mis à jour tous les cinq ans. La version la plus récente est IGRF-12.

## L'histoire
L'AIGA a une longue histoire et ses origines se trouvent à la Commission pour Magnétisme terrestre et électricité atmosphérique, faisant partie de l'Organisation météorologique mondiale née de l'Organisation météorologique internationale (OMI), qui a été fondée en 1873. Lors de la première assemblée générale de l'UGGI (Rome, 1922), la Section de magnétisme et électricité territoriale est devenue l'une des sections constituantes de l'Union. Lors de la IVe Assemblée générale de l'UGGI (Stockholm, 1930), elle devient l'Association internationale du magnétisme et de l'électricité terrestres. Elle prend son nom actuel lors de l'Assemblée générale de l'UGGI X (Rome, 1954).

## Commissions
L'AIGA est subdivisée en divisions et en commissions, chacune comprenant des groupes de travail sur des sujets d'intérêt :
- Division I: champs magnétiques internes
- Division II: Phénomènes aéronomiques
- Division III: Phénomènes Magnétosphériques
- Division IV: Vent Solaire et Champ Interplanétaire
- Division V: Observatoires géomagnétiques, levés et analyses
- Section VI: Induction électromagnétique dans la terre et les corps planétaires
- Commission interdivisionnelle des pays en développement
- Commission interministérielle sur l'histoire
- Commission interministérielle de l'éducation et de la sensibilisation
- Commission inter-divisions sur la météorologie spatiale

## Voir également
- INTERMAGNET
- Liste des organisations géoscientifiques